# غريس دونهام
غريس دونهام (بالإنجليزية: Cyrus Grace Dunham)‏ هي ممثلة أمريكية، ولدت في 28 يناير 1992 بنيويورك في الولايات المتحدة.

## وصلات خارجية
- غريس دونهام على موقع IMDb (الإنجليزية)
- غريس دونهام على موقع ديسكوغز (الإنجليزية)
- غريس دونهام على موقع قاعدة بيانات الفيلم (الإنجليزية)